# Kulebjak

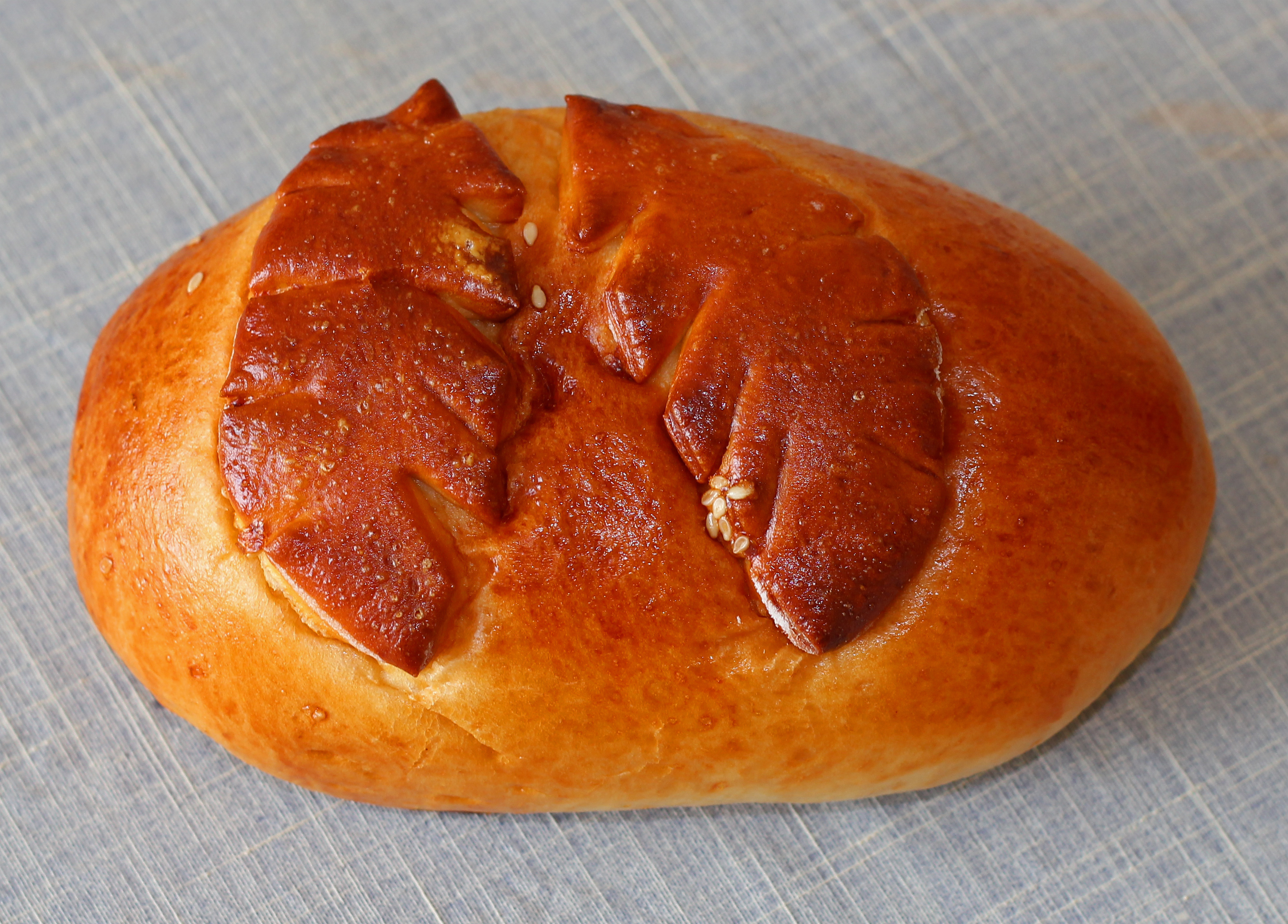
Russischer Kulebjak mit Krautfüllung

Ein Kulebjak (auch Kulebjaka; russisch кулебяка, polnisch kulebiak) ist eine gefüllte Pastete aus Hefeteig von der ungefähren Größe eines Brotlaibs. Er gehört zu den traditionellen Gerichten der russischen Küche und ist auch innerhalb der polnischen Küche traditionell verbreitet. Seine ursprüngliche Herkunft ist unklar, seit dem 17. Jahrhundert ist er in Russland bezeugt und stellt in Polen eines der Erkennungsmerkmale der Kresy-Küche dar, also der regionalen Esskultur Ostpolens und der ehemaligen polnischen Ostgebiete.
Für die Zubereitung des Kulebjak, der auch zu den typisch slawischen Oster- und Weihnachtsspezialitäten zählt, wird auf einen Hefeteigmantel eine Füllung gehäuft, die entweder aus Fleisch oder Fisch (Rotbarsch, Lachs) sowie Reis, Gemüsen und hartgekochten Eiern oder aus Sauerkraut, Pilzen und Zwiebeln bestehen kann. Anschließend wird der Teigmantel geschlossen und eine Pastete geformt, die zusätzlich oft mit einem Teiggitter verziert ist. Es gibt den Kulebjak jedoch auch in Strudelform, bei der die Füllung vor dem Backen in den Hefeteig eingerollt wird.
Der Kulebjak wurde Ende des 19. Jahrhunderts von der französischen Küche aufgegriffen, in die er als Coulibiac oder Koulibiac eingegangen ist. Heute ist er weltweit bekannt.